# The Rapture
The Rapture — американский музыкальный коллектив из Нью-Йорка, играющий дэнс-панк.

## История
В середине 90-х в Сан-Франциско появилась группа Calculators, в состав которой входили два начинающих музыканта — вокалист и гитарист Люк Дженнер (Luke Jenner) и барабанщик Вито Роккофорте (Vito Roccoforte). Весной 1998 года Люк и Вито покинули Calculators, и в том же году создали группу музыкантов под названием The Rapture. После выпуска дебютного сингла «The Chair That Squeaks» музыканты переезжают в Нью-Йорк. В Нью-Йорке в 1999 году выпускают дебютный мини-альбом под названием Mirror. Дженнер и Роккофорте принимают в группу басиста и бэк-вокалиста Мэтта Сэйфера (Matt Safer) и саксофониста Габриеля Андруцци (Gabriel Andruzzi).
Через два года, в 2001, группа записывает второй мини-альбом Out of the Races and Onto the Tracks и сингл «House оf Jealous Lovers». Спустя ещё два года, в 2003 под покровительством лейбла Mercury Records, предоставившего ей студию для записи, группа выпускает дебютный альбом Echoes. Летом 2004 The Rapture выступает на фестивале «Curiosa Festival» и в том же году издают видеокассету «The Rapture Is Alive and, Well, in New York City».
Второй полноформатный альбом под названием Pieces of the People We Love выходит осенью 2006 года. В июле 2009 Мэтт Сэйфер покидает группу, оставшись в дружеских отношениях с её участниками. В сентябре 2011 появляется на свет альбом In the Grace of Your Love.
В 2009 году с выходом сериала «Отбросы» и постепенным нарастанием его популярности получила широкую известность песня «Echoes» с одноименного альбома, являющийся заглавной песней сериала.
В 2014 году группа объявила о своём распаде

### "House of Jealous Lovers" and "Echoes" (2002–06)
С помощью команды продюсеров DFA, группа выпустила "House of Jealous Lovers" в 2002 году и в конце концов выпустила свой первый полноформатный альбом Echoes.  Альбом получил два топ-40 синглов в Великобритании , а также получил отличный отзыв у критиков: альбом был удостоен звания Альбом года, согласно pitchforkmedia.com и занял второе место в NME. Мультиинструменталист Габриэль Андруцци, который также является двоюродным братом Сафера,  присоединился к группе на полную ставку после того, как запись была закончена, чтобы помочь туру. После успеха "House of Jealous Lovers", The Rapture играли на разогреве у Sex Pistols, которые выступали на футбольном стадионе в Англии, в конце концов подписали контракт с Vertigo Records из Великобритании и Strummer Records (Гари Герш Лейбл), которые оба принадлежат Universal Music. В январе 2004 года Rapture гастролировали с Franz Ferdinand в рамках тура NME Awards. Позже, в том же году, группа гастролировала на главной сцене фестиваля Curiosa вместе с Interpol, Mogwai и The Cure. Основная песня альбома, "Echoes", была использована в качестве открытия для британского сериала Плохие.
В 2019 году Люк Дженнер объявил о воссоединении группы. 

## Бывшие участники
- Люк Дженнер (вокал и гитара)
- Вито Роккофорте (барабаны и перкуссия)
- Габриэль Андруцци (клавишные, саксофон, бас-гитара, перкуссия и вокал)
- Brooks Bonstin (бас-гитара и вокал)
- Christopher Relyea (клавишные и вокал)
- Matt Safer (бас-гитара и вокал)

## Дискография

### Альбомы
- 1999 — Mirror
- 2003 — Echoes
- 2006 — Pieces of the People We Love
- 2011 — In the Grace of Your Love

### Сборники
- 2008 — Tapes

### Синглы и мини-альбомы
| Год  | Релиз                                                                     | U.S. Hot 100 | UK Singles Chart | Альбом                              |
| ---- | ------------------------------------------------------------------------- | ------------ | ---------------- | ----------------------------------- |
| 1998 | «The Chair That Squeaks»                                                  | -            | -                | -                                   |
| 1999 | Mirror (Mini-LP)                                                          | -            | -                | -                                   |
| 2001 | Out of the Races and Onto the Tracks (EP)                                 | -            | -                | -                                   |
| 2002 | «House of Jealous Lovers»                                                 | -            | -                | -                                   |
| 2003 | «Killing» / «Give Me Every Little Thing» (The Rapture/Juan Maclean split) | -            | -                | -                                   |
| 2003 | «House of Jealous Lovers» (Re-release)                                    | -            | 27               | Echoes                              |
| 2004 | «Love Is All»                                                             | -            | 38               | Echoes                              |
| 2004 | «Sister Saviour»                                                          | -            | 51               | Echoes                              |
| 2006 | «Get Myself Into It»                                                      | -            | 36               | Pieces of the People We Love        |
| 2006 | «Whoo! Alright — Yeah… Uh Huh»                                            | -            | 65               | Pieces of the People We Love        |
| 2007 | «Pieces of the People We Love»                                            | -            | -                | Pieces of the People We Love        |
| 2007 | Live from SoHo                                                            | -            | -                | -                                   |
| 2007 | «The Sound»                                                               | -            | -                | Саундтрек Need for Speed: ProStreet |
| 2008 | «No Sex for Ben»                                                          | -            | -                | Саундтрек Grand Theft Auto IV       |